# 傑夫·高布倫
傑佛瑞·林恩·「傑夫」·高布倫（英語：Jeffrey Lynn "Jeff" Goldblum，/ˈɡoʊldbluːm/，1952年10月22日—）或簡稱傑夫·高布倫（Jeff Goldblum），是一位美國男演員，經常扮演「古怪」的角色。他的身高196公分，是好萊塢最高的演員之一。曾經演出《變蠅人》、《侏儸紀公園》、《侏儸紀公園：失落的世界》、《ID4星際終結者》、《貓狗大戰》與《布達佩斯大飯店》等電影。除了電影之外，高布倫也是一位百老匯與電視劇演員。

## 個人生活
1980年至1986年，高布倫曾與Patricia Gaul結過婚。1987年，他娶了吉娜·戴維斯，兩人於1990年離婚。
2014年夏天，高布倫與奧運體操選手Emilie Livingston在一起；兩人於2014年11月8日結婚。2015年1月9日，他在《大衛深夜秀》上透露，他們正在期待一個孩子的到來。他們的兒子於2015年中出生。

## 作品列表

### 電影
- 1974：《猛龍怪客》-怪胎#1
- 1974：《加州決裂》-Lloyd Harris
- 1975：《納什維爾》-騎三輪車的人
- 1976：《聯邦銀行大刦案》-Snake
- 1976：《猛龍神探》-兜帽人#3
- 1976：《下一站，格林威治》-Clyde Baxter
- 1977：《安妮霍爾》-萊西宴會的客人
- 1977：《戰線之間》-Max Arloft
- 1977：《魔屋》-Jack
- 1978：《狂熱週五夜》-Tony Di Marco
- 1978：《變體人》-Jack Bellicec
- 1978：《記住我的名字》-Mr. Nudd
- 1981：《起點》-Aldo Gehring
- 1983：《太空先鋒》-招聘人員
- 1983：《大寒》-Michael Gold
- 1984：《天生愛神》-New Jersey
- 1984：《恐怖大全》-Jack Bellicec
- 1985：《烏龍記者》-Jack Harrison
- 1985：《四大漢》-凱文·「滑頭」·史坦霍普
- 1985：《皇家密殺令》-Ed Okin
- 1986：《變蠅人》-賽斯·布朗多
- 1987：《治療之外》-Bruce
- 1988：《各顯神通》-Nick Deezy
- 1988：《柔順的地球女孩》-Mac
- 1989：《高個子》-Dexter King
- 1989：《變蠅人2》-賽斯·布朗多（未掛名）
- 1989：《處女之死》-Dan Gillis
- 1990：《圈套》-Wiley（電視電影）
- 1990：《沉默的魔鬼》-Mr. Frost
- 1991：《傻人傻福》-鋼琴家
- 1992：《Shooting Elizabeth》-Howard Pigeon
- 1992：《超級大玩家》-他自己
- 1992：《父子驚魂記》-Max
- 1992：《臥龍戰警》-David Jason
- 1993：《侏羅紀公園》-伊恩·馬爾科姆博士
- 1995：《來自陰陽界》-Hatch Harrison
- 1995：《九月懷胎》-Sean Fletcher
- 1995：《閃電奇蹟》-Donald Ripley
- 1996：《ID4星際終結者》-大衛·萊文森
- 1996：《Little Surprises》（導演；短片）
- 1996：《拳壇老手》-Mitchell Kane
- 1996：《子彈邊緣》-Mickey Holliday
- 1997：《侏羅紀公園：失落的世界》-伊恩·馬爾科姆博士
- 1998：《埃及王子》-亞倫（配音）
- 1998：《歡迎來到好萊塢》-他自己
- 1998：《搖錢樹》-Ricky Hayman
- 2000：《弄假成真》-John Nolan
- 2000：《2000戀愛法則》-Avnet
- 2000：《好萊塢劫難》-赫伯特·比伯曼
- 2001：《貓狗大戰》-Professor Brody
- 2001：《Beyond Suspicion》-John Nolan
- 2001：《香水》-Jamie（兼執行製片人）
- 2002：《俗辣大明星》-他自己（未掛名）
- 2002：《玩酷子弟》-D.H. Banes
- 2003：《達拉斯362》-Bob
- 2003：《選舉風暴》-喬治·戈頓
- 2004：《荷索的尼斯湖水怪之謎》-宴會客人
- 2004：《海海人生》-Allistair Hennessey
- 2006：《米尼的第一次》-Mike Rudell
- 2006：《誰才是大笨蛋》-Agent Fulbright
- 2006：《匹茲堡》-他自己（兼監製）
- 2006：《風雲人物》-Stewart
- 2009：《甦醒的亞當》-Adam Stein
- 2010：《精選完美男》-Leonard
- 2010：《麻辣女強人》-Jerry Barnes
- 2012：《十億美元大電影》-Chef Goldblum
- 2012：《贊鳥歷險記》-Ajax（配音）
- 2013：《愛在巴黎破曉時》-Morgan
- 2014：《歡迎來到布達佩斯大飯店》-Deputy Vilmos Kovacs
- 2014：《萬物一體》-旁白（紀錄片）
- 2015：《神鬼大盜》-克蘭
- 2016：《ID4星際重生》-大衛·萊文森
- 2017：《雷神索爾3：諸神黃昏》-宗師
- 2018：《犬之島》-Duke（配音）
- 2018：《犯罪急診室》-Niagara
- 2018：《侏羅紀世界：殞落國度》-伊恩·馬爾科姆博士
- 2021：《寶貝老闆：家大業大》-爾文·阿姆斯壯博士（配音）
- 2022：《侏羅紀世界：統霸天下》-伊恩·馬爾科姆博士
- 2024：《魔法壞女巫》-奧茲國大巫師

## 外部連結
- 傑夫·高布倫在互联网电影资料库（IMDb）上的資料（英文）
- 傑夫·高布倫在豆瓣上的资料（简体中文）
- 互聯網百老匯資料庫（IBDB）上傑夫·高布倫的資料（英文）
- 互联网外百老汇数据库（IOBDB）上傑夫·高布倫的資料（英文）
- An Up-to-date resource for Jeff Goldblum news and links （页面存档备份，存于）
- Goldblum resurrects fond memories （页面存档备份，存于）, a July 2004 article (with accompanying audio commentary （页面存档备份，存于）) from the Pittsburgh Post-Gazette
- April 2005 Interview with Goldblum from New York Magazine
- Moving Pictures Magazine Interview
- Jeff Goldblum Interview （页面存档备份，存于） on The Hour with George Stroumboulopoulos